# Adoretus senohi
Adoretus senohi är en skalbaggsart som beskrevs av Kobayashi 1991. Adoretus senohi ingår i släktet Adoretus och familjen Rutelidae. Inga underarter finns listade i Catalogue of Life.